# Шуберт, Франц Крсто
Франц Крсто Шуберт (серб. Франц Крсто Шуберт / Franc Krsto Šubert, нем. Franz Schubert; 7 марта 1957 — 21 марта 1992) — подпоручик ЮНА и ВС Республики Сербской.

## Биография
Родился в Титограде 7 марта 1957 года. Отец — Крстан (Крсто) Шуберт, мать — Фатима Дуйсо. Брат — Фердинанд. Дед — австриец, от которого и получил фамилию, по национальности называл себя югославом. Вырос в Баня-Луке, где окончил начальную и среднюю школу. Будучи учеником начальной школы, участвовал в конкурсе детского творчества и стал лауреатом, на всеюгославской юношеской олимпиаде по гимнастике завоевал золотую медаль. Дважды занимал 2-е место в спортивных соревнованиях среднего металлургического училища, а также получал многочисленные награды за успехи во время учёбы в средней школе. Получил золотой почётный знак донора за 50 сданных доз крови.
В 1976 году Шуберт был призван в Югославскую народную армию, служил в разведывательно-диверсионном подразделении. Обладатель значка «Отличный солдат». Со своей супругой Бранкой создал крепкую семью: сын Сандро (р. 1984) и дочь Саня (1987). Работал на станкостроительном заводе «Елшинград» в Баня-Луке. После начала волнений был признан в Югославскую народную армию, на 15 сентября 1991 года был подпоручиком (младшим лейтенантом) ЮНА. После развала СФРЮ и прекращения существования Югославской народной армии принёс присягу Вооружённым силам Республики Сербской. Он был назначен командиром разведывательно-диверсионного взвода 2-й Краинской бригады, числившейся в составе 1-го Краинского корпуса.
10 декабря 1991 года в бою за Дони-Чаглич у Липика Шуберт был ранен в руку, но удержал свою позицию с сослуживцами. 2 мая 1992 года отправился на очередное задание и попал в автокатастрофу: недалеко от Драгалича грузовик, в котором ехал Шуберт, перевернулся. В результате Шуберт сломал себе кости таза и был признан инвалидом войны. В конце мая на костылях вернулся в расположение своей воинской части. При этом он участвовал в дальнейшем в операции «Коридор-92».
21 сентября 1992 года погиб в деревне Видовице (община Орашье) в результате артиллерийского обстрела со стороны Хорватского совета обороны. Похоронен 23 сентября 1992 года на Новом кладбище в Баня-Луке, его гроб был завёрнут в югославский флаг. В годовщину гибели подпоручика Шуберта на месте гибели был установлен памятник по инициативе Крсто Шуберта, отца Франца. Памятник представляет собой бюст Шуберта, а на пьедестале рядом с именем погибшего и годами жизни изображены 12 звёзд, которые символизируют 12 младенцев — с 19 мая по 28 июня 1992 года во время блокады Баня-Луки, шедшей во время операции «Коридор», в больнице города умерли 12 новорождённых из-за нехватки кислорода.
Указом Президента Республики Сербской № 01-21-133/93 от 28 июня 1993 с формудировкой «за выдающиеся успехи в командовании и руководстве Вооружёнными Силами Республики Сербской» Франц Шуберт награждён посмертно орденом Милоша Обилича. Решением скупщины общины Баня-Лука одной из улиц города Баня-Лука присвоено имя Франца Шуберта.
- Похороны Шуберта
- Похороны Шуберта
- Памятник на могиле Шуберта